# Victoriya Kalinina
Victoriya Kalinina (Maykop, 8 de diciembre de 1988) es una jugadora de balonmano rusa. Ha conseguido dos medallas olímpicas. 